# Theodor Storm (cykelrytter)
 Der er flere personer med dette navn, se Theodor Storm.
Theodor Storm (født 31. marts 2005 i Roskilde) er en cykelrytter fra Danmark, der kører for Lotto Kern-Haus PSD Bank.

## Karriere
Som 8-årig begyndte Theodor Storm at cykle. I årene hos Hedehusene-Fløng Cykel Klub vandt han flere DM-titler på bane og landevej som ungdomsrytter. I december 2021 endte han sammen med makker Conrad Haugsted på tredjepladsen ved DM i parløb for seniorer.
Efter to sæsoner hos Roskilde Cykle Ring, skiftede Storm fra starten af 2022-sæsonen til klubbens elitetalenthold Team NPV-Carl Ras Roskilde Junior. Ved DM i linjeløb for juniorer vandt Theodor Storm i juni 2022 sølvmedalje, efter han var blevet besejret i spurten af holdkammerat Henrik Breiner Pedersen. Dette skete blot fem uger efter at Storm havde brækket armen. I slutningen af august blev det til VM-sølv i 3000 meter forfølgelsesløb ved juniormesterskaberne i Tel Aviv.
Ét år efter at han kørte sit første juniorløb på cykelbanen, debuterede han i februar 2023 på elite-banelandsholdet ved europamesterskaberne i Schweiz. Her var han sammen med Carl-Frederik Bévort, Rasmus Lund Pedersen og Niklas Larsen udtaget til det danske 4000-meterhold.

### Senior
I starten af august 2023 blev det offentliggjort, at Theodor Storms første sæson som seniorrytter skulle blive hos det danske kontinentalhold ColoQuick Cycling, som han efter planen skulle tiltræde fra starten af 2024-sæsonen på en étårig kontrakt. Den 28. december 2023 blev det imidlertid offentliggjort, at Theodor Storm havde skrevet en treårig kontrakt med UCI World Tour-holdet Ineos Grenadiers gældende fra 2024-sæsonen og blev dermed den yngste dansker på World Touren nogensinde i en alder af 18 år.

## Meritter
2022
3. plads samlet, Grand Prix Rüebliland Juniors
2. plads, 1. etape
4. plads, 4. etape
2023
1. plads, Omloop van Borsele Juniors
2. plads samlet, Grand Prix Rüebliland Juniors
1. plads, 2b. etape
2. plads, DM i linjeløb for juniorer
3. plads, DM i enkeltstart for juniorer
3. plads, Paris-Roubaix Juniors
 Bjergkonkurrencen i Saarland Trofeo
5. plads, VM i linjeløb for juniorer